# Перстень-печатка

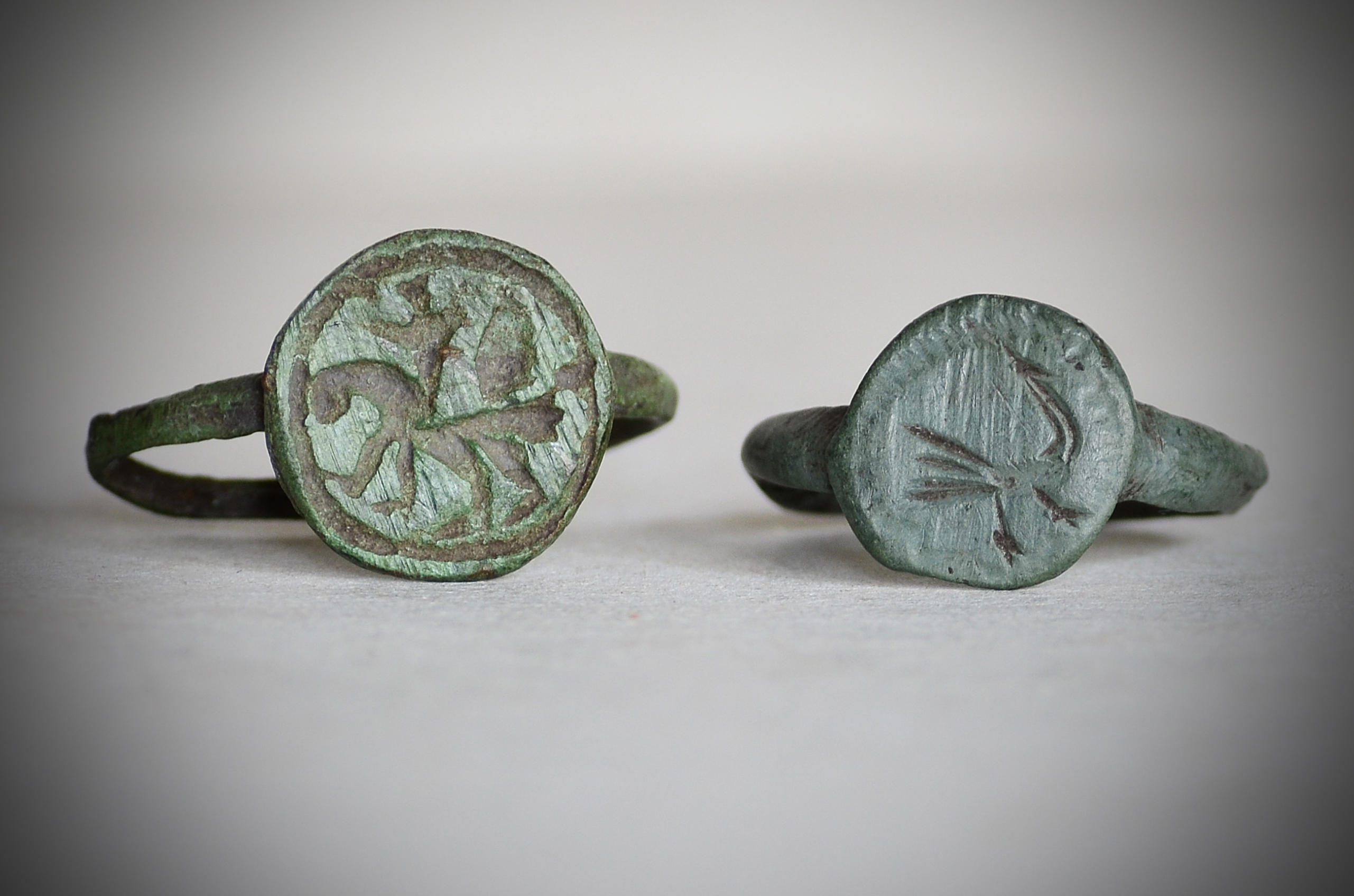
Древнерусские перстни-печатки.
Рязанское княжество

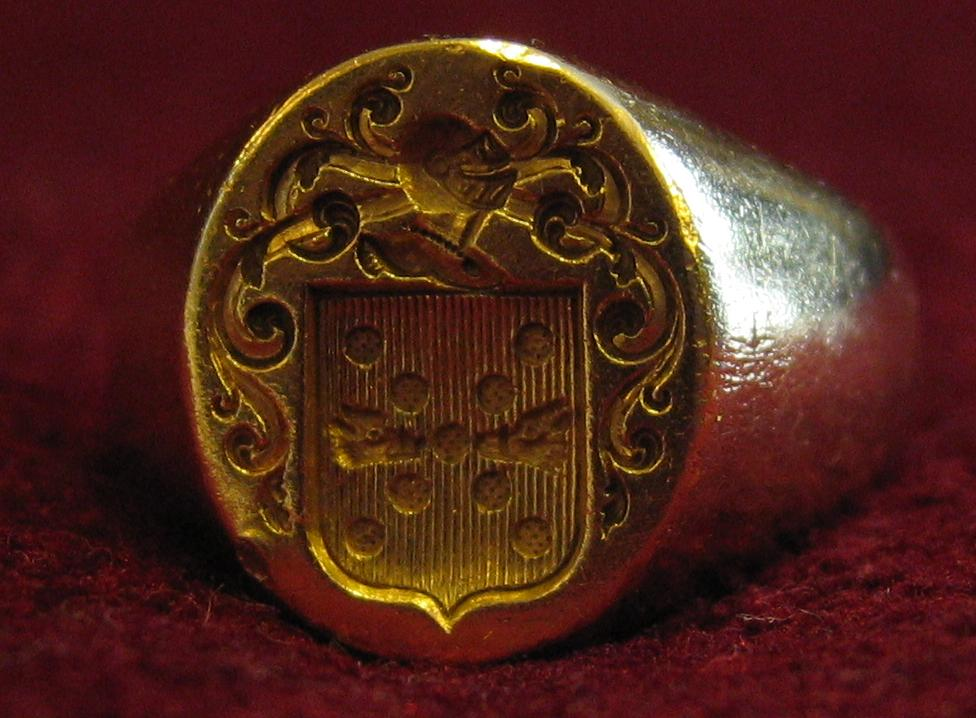
Перстень-печатка

Перстень-печатка или Кольцо с печаткой — кольцо (перстень) с изображением чего-либо, как правило дворянского герба или инициалов, которое принято носить на мизинце левой руки или на безымянном пальце. 
Первоначально печатальный перстень предназначен для проставления оттиска на горячем сургуче или воске при запечатывании письма. Обычно верхняя площадка (щиток) перстня-печатки представляет собой матрицу, где выгравирован «обратный» (зеркальный) рисунок (Инталия, если речь о гравировке по камню) — так, чтобы при оттиске на сургуче оставался правильный рисунок. Перед оттиском площадкой с гравировкой обычно проводят над пламенем свечи — так, чтобы при оттиске детали рельефного рисунка были чётко различимы. Перстень, камень или щиток на перстне, печатальный перстень — Жу́чка или жукови́на, жикови́на (стар. и нвг.).

## История
Древние греки в Афинах употребляли железные кольца преимущественно как печати и обыкновенно носили печать (Σφραγίς) на четвертом пальце, также древние римляне носили простые железные кольца, аннул (annŭlus или anŭlus) с печатями, позднее они стали украшать пальцы золотыми кольцами, которые украшались геммами и драгоценными камнями. 
В Афинах кольца с печатью носили все свободные, не принадлежавшие к беднейшему классу, для её накладывания, чтобы предупредить подделки в документах и так далее, так как печать служила для удостоверения подписи. Вообще кольца, позднее служившие украшением, первоначально имели назначение печатей, а также служили внешним отличием некоторых сословий.
Употребление колец как печатей в древнем Риме было разнообразно: ими, например, запечатывали письма, скрепляли документы и контракты, опечатывали домашние кладовые, бочки, ящики и тому подобное, чтобы помешать рабам воровать запасы.

## Ношение перстня-печатки
Как правило, перстень-печатку носят на левом мизинце, но во Франции мужчины часто носят его на левом безымянном пальце. Классические правила ношения во Франции определены так: верхняя часть гравированной площадки должна быть направлена к ногтям. Если человек, который носит печатку, — глава рода (старший представитель мужского пола), он носит печатку на безымянном пальце левой руки. Если человек — просто представитель рода, — носить печатку нужно на безымянном пальце или мизинце правой руки.
Перстень-печатку можно носить гравировкой наружу или внутрь ладони. В наши дни люди всё чаще носят его последним способом, однако французы в основном предпочитают традиционный способ (наружу). Ношение же печатки внутрь во Франции означает, что человек помолвлен.
В современной Европе ношение печатки на руке — не признак дворянства, как это было тогда, когда она выполняла функцию гербовой печати, к которая всегда находилась на руке владельца, поэтому ее невозможно было в тайне от хозяина похитить и крайне сложно подделать, как и отсутствие перстня не означает, что человек — не дворянин. Многие дворяне не носят печаток либо из скромности, либо предпочитая не быть причисленными к таковым.

## В литературе
- А. Беркеши, «Перстень с печаткой» (роман).